# Dicranolepis glandulosa
Dicranolepis glandulosa är en tibastväxtart som beskrevs av H. H. W. Pearson. Dicranolepis glandulosa ingår i släktet Dicranolepis och familjen tibastväxter. Inga underarter finns listade i Catalogue of Life.